# Брова Михайло
Михайло Брова (? Новогригорівка -† грудень 1921, Кавказ) — відомий отаман повстанських загонів на Катеринославщині, командир П'ятої повстанської групи повстансько-партизанського штабу Юрка Тютюнника. Загін отамана Брови діяв на Катеринославщині більше, як загін-розвідник, що постачав більшим групам повстанців-самостійників важливі відомости про рух більшовицьких частин.
З дитинства робив слюсарем на станції Авдіївка. Анархокомуніст із 1904 р. Служив на флоті. В махновському русі з 1918 р. Член Реввоєнради Повстанської армії Нестора Махна. Співпрацював із УНР-івським табором, а також із Петром Врангелем проти більшовиків. На кінець 1920 р. його загін нараховував близько 800 бійців.
У 1920 році в село Вовніги приїхали представники Брянського заводу, щоб забрати у селян хліб. В центрі села зібралась громада з цього приводу, часи були нелегкі і нікому не хотілося віддавати хліб хтозна кому. Хтось з селян повідомив про це атамана Брову. який в цей час знаходився у с. Звонецькому. Атаман Брова негайно приїхав до Вовнігів і розстріляв всіх посланців міста.
У серпні 1920 року Брова збирав партизан на нараду в Саксаганському лісі.
Рейдував на півдні та заході нинішньої Харківської області. Ініціатор створення Кавказької повстанської армії махновців. Вбитий зрадниками на Кавказі.